# Phnom Penh
Phnom Penh (en khmer : ភ្នំពេញ, romanisation : Phnum Pɨñ, /pʰnʊm ˈpɨɲ/ ; littéralement : « Colline de Penh ») est la capitale du Cambodge, située dans la moitié sud du pays, au confluent du Tonlé Sap et du Mékong. En 2019, 2 129 371 Phnompenhois vivent sur les 290 km2 du territoire de la municipalité de Phnom Penh. Administrativement, Phnom Penh est également une province du Cambodge.
Devenue capitale du Royaume à l'époque de l'Indochine française, Phnom Penh était surnommée la  « Perle de l'Asie » dans les années 1920. Fondée en 1434, la ville s'est beaucoup développée sous l'impulsion de la France, développement laissant en héritage nombre de bâtiments à l'architecture européenne et coloniale, notamment le long des grands boulevards. Au XXIe siècle, Phnom Penh est la ville la plus peuplée du Cambodge ainsi que son centre économique et politique.

## Géographie

### Site et situation

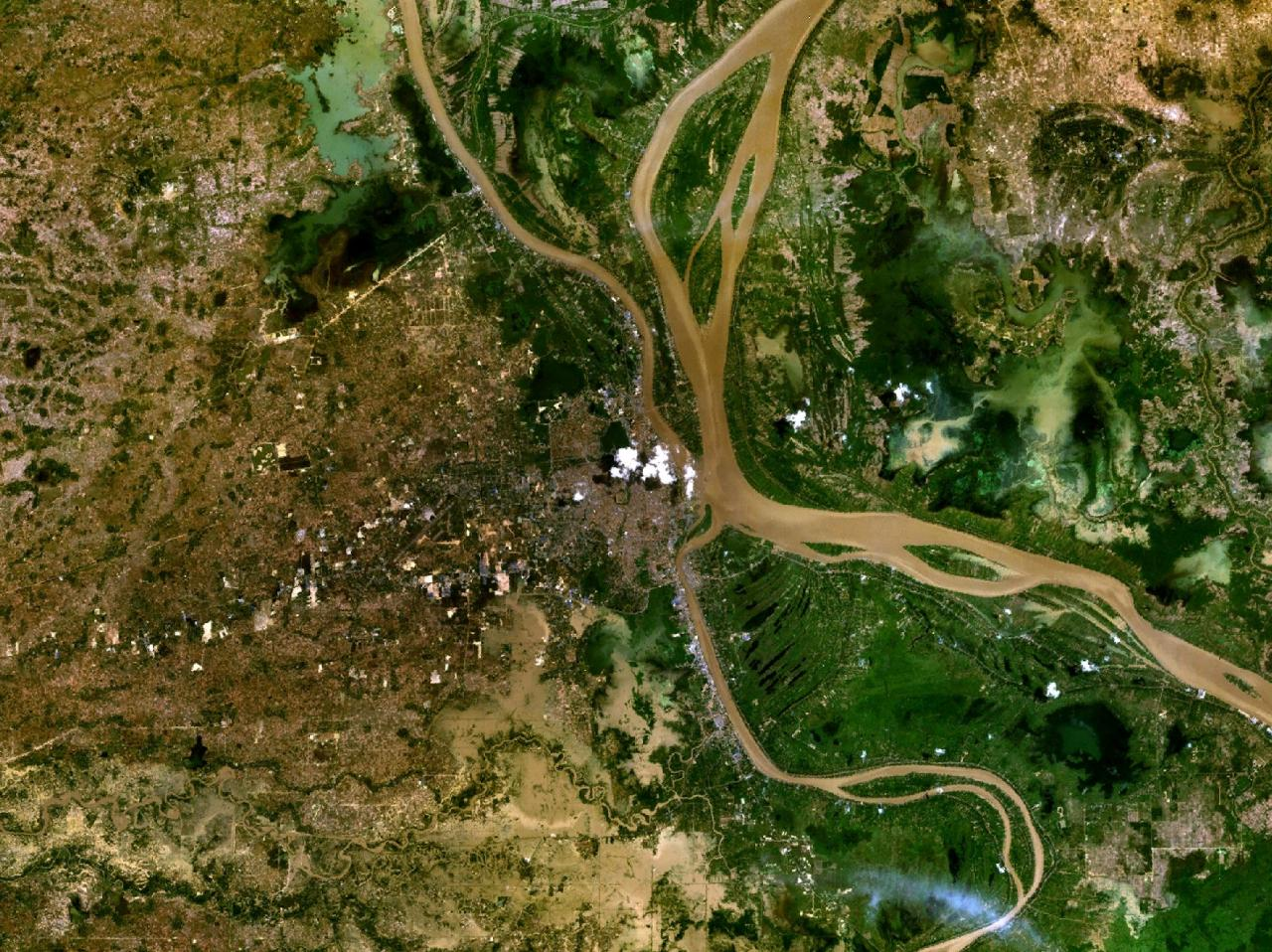
Vue satellite du site de Phnom Penh. On distingue, en haut à gauche, l'arrivée du Tonlé Sap, à droite le coude du Mékong englobant quelques îles, au milieu en bas le départ du Bassac dans le prolongement du Tonlé Sap. Phnom Penh est construite juste à l'ouest de ce confluent.

Phnom Penh se situe dans la plaine des Quatre-Bras dans le Sud du Cambodge. La ville est construite à la convergence de quatre larges voies d'eau : le Mékong amont, le bras principal du Mékong en aval, le Tonlé Sap (un émissaire à flux alternés) et le Bassac, premier bras à se détacher du grand fleuve. La ville doit ainsi à ce site son ancien nom de Krong Chaktomuk (khmer : ក្រុងចតុម្មុខ) signifiant « la ville aux quatre visages ».
Le site originel de Phnom Penh est soumis aux inondations saisonnières. Il est formé d'étendues alluviales argilo-limono-sableuses où on reconnaît des bourrelets de berge parallèles aux voies d'eau, isolant des dépressions dont la partie la plus basse est occupée par des beng ou beûng, des nappes d'eau permanentes débordant sur les arrières-berges. Les principaux sont le beng Kak (asséché en 2015), le beng Trabek, le beng Tapoung et le beng Pempea.
Depuis l'époque de l'Indochine française, Phnom Penh est également le nœud central du réseau routier cambodgien. La capitale est ainsi située au croisement de l'ensemble des routes nationales lesquelles desservent les différentes provinces du Royaume ainsi que les états voisins que sont la Thaïlande, le Laos et le Viêt Nam.

### Climat
Phnom Penh a un climat tropical.
La ville connaît deux saisons. La saison humide, de mai à octobre, qui peut voir la température monter jusqu'à 47 °C, est généralement accompagnée d'une humidité élevée. La saison sèche, de novembre à avril, connaît des températures plus basses, peu ou pas de pluies.
| Mois                              | jan. | fév. | mars | avril | mai   | juin  | jui.  | août  | sep.  | oct.  | nov.  | déc. |
| --------------------------------- | ---- | ---- | ---- | ----- | ----- | ----- | ----- | ----- | ----- | ----- | ----- | ---- |
| Température minimale moyenne (°C) | 21,7 | 22,2 | 23,3 | 24,4  | 24,4  | 24,4  | 24,4  | 24,4  | 24,4  | 24,4  | 23,3  | 21,7 |
| Température maximale moyenne (°C) | 31,1 | 32,8 | 33,9 | 35    | 33,9  | 32,8  | 32,2  | 32,2  | 31,1  | 30,6  | 30    | 30   |
| Précipitations (mm)               | 7,6  | 10,2 | 35,6 | 78,7  | 144,8 | 147,3 | 152,4 | 154,9 | 226,1 | 251,5 | 139,7 | 43,2 |

## Histoire

### Depuis l'origine
La ville tire son nom du Wat Phnom Daun Penh (connu maintenant seulement comme Wat Phnom, ou « temple de la colline » វត្តភ្នំ), édifice religieux construit en 1373 pour abriter cinq statues du Bouddha sur un tertre de 27 m de haut. Daun Penh (« Grand-mère Penh ») était une riche veuve qui l'aurait fait construire.
La ville devint la capitale du Cambodge après que Ponhea Yat, roi de l'empire khmer, s'enfuit d'Angkor Thom quand cette ville fut capturée par le Siam en 1431. Un stūpa situé derrière le Wat Phnom abrite les restes de Ponhea Yat et de la famille royale. On y trouve également des vestiges de statues bouddhistes de l'ère d'Angkor.

### Capitale royale et «perle de l'Asie»

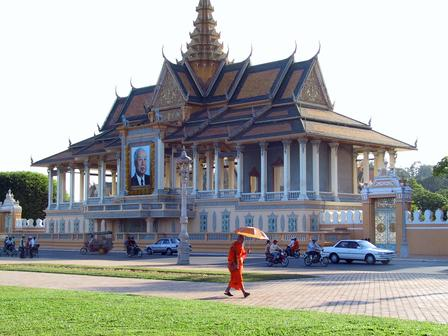
Palais royal de Phnom Penh : le pavillon Chan Chhaya, avant l'interdiction de la circulation routière.

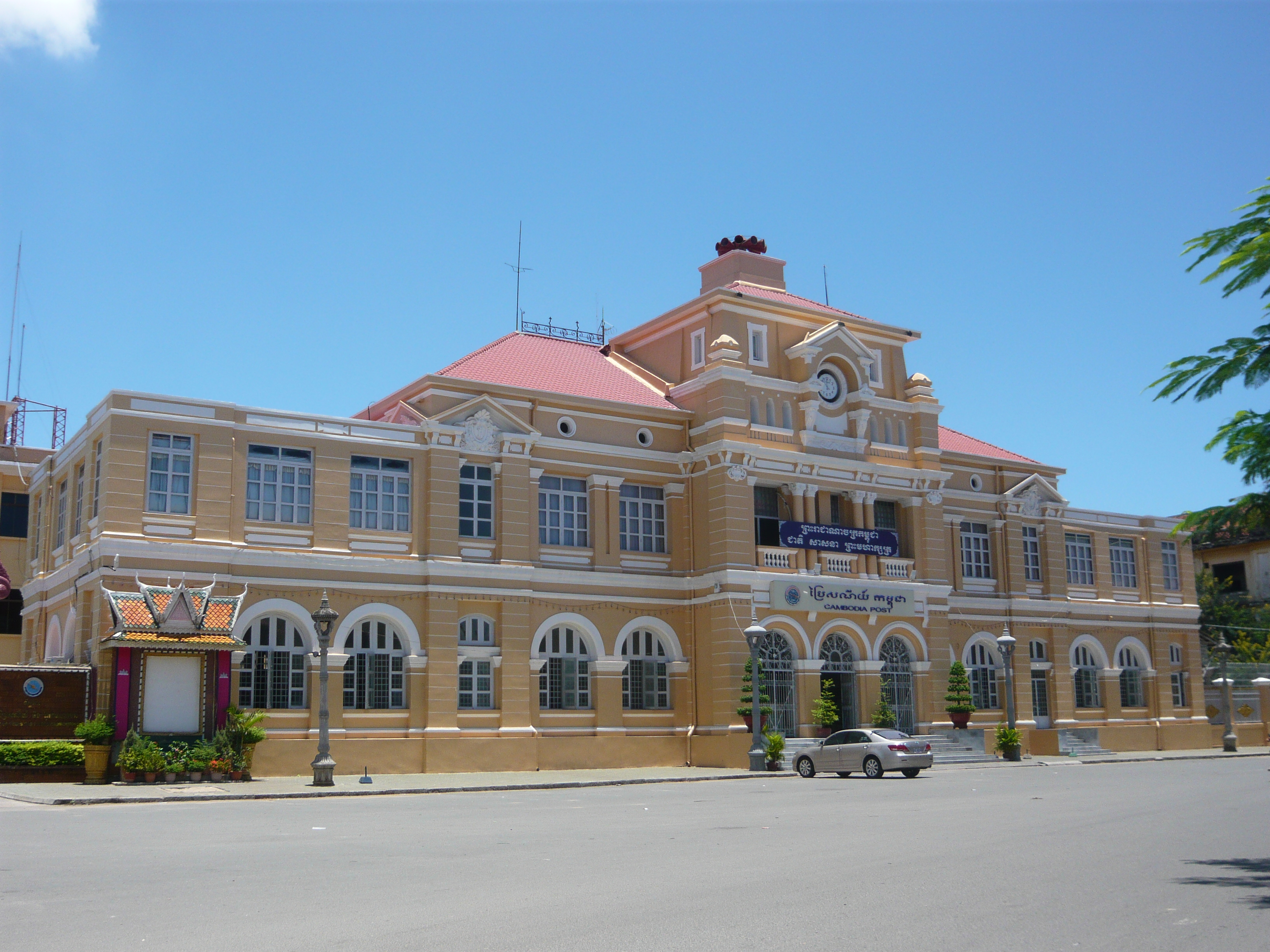
La Poste centrale de Phnom Penh construite à l'époque de l'Indochine française.

Cependant, ce ne fut pas avant 1866 sous le règne de Norodom Ier que Phnom Penh devint le siège permanent du gouvernement, et que le palais royal fut construit. Cela marqua le commencement de la transformation de ce qui était essentiellement un village en une grande ville, les colonisateurs français agrandissant le système de canaux pour contrôler les terres humides, construisant des routes et un port. Depuis cette époque, la ville présente un nombre impressionnant d'édifices à l'architecture art-déco, dont certains malheureusement en piteux état, et de nombreuses villas de style colonial.
Dans les années 1920 et jusqu'en 1970, Phnom Penh était connue comme la « perle de l'Asie ». Tout au long des quatre décennies suivantes elle continua de s'agrandir avec la construction d'une voie de chemin de fer jusqu'à Sihanoukville (Kompong Som) et de l'aéroport international de Pochentong. En avril 1967, le Premier Ministre de Singapour Lee Kuan Yew effectua une visite d'État et fut impressionné par la beauté et le développement de Phnom Penh ; il confia à son hôte Norodom Sihanouk, chef d'État du Cambodge : « J'espère qu'un jour ma ville ressemblera à la vôtre », et recommanda à ses Ministres de s'inspirer de son modèle de développement.

### Guerre civile et terreur
Au début de la guerre du Viêt Nam, le Cambodge adopte une politique de neutralité avant que les élites pro-américaines ne prennent une importance croissante à Phnom Penh, jusqu’à déposer le prince en 1970, choisissant l’alignement sur Washington qui allait précipiter le pays dans la guerre. C'est d'ailleurs dans le stade olympique de la ville que le général De Gaulle prononça le 1er septembre 1966 son fameux discours de Phnom Penh en soutien à Norodom Sihanouk. Néanmoins, le pays, y compris Phnom Penh à partir de 1970, fut utilisé comme base par le Front national de libération du Sud Viêt Nam, et des milliers de réfugiés envahirent la ville pour fuir les combats.
Dès 1967, commençait la guerre civile cambodgienne. Pendant les cinq années de la République khmère (1970-75), la ville fut enclavée, puis assiégée et bombardée par les troupes des Khmers rouges. Les ravitaillements ne furent rendus possibles que par des convois le long du Mékong provenant du Sud-Vietnam, et l'aéroport de Phnom Penh Pochentong. Ce fut ce qu'on a appelé la « bataille de Phnom Penh ». En 1975, la population atteignait deux millions d'habitants. La ville tomba sous la coupe des Khmers rouges du Kampuchéa démocratique le 17 avril, le jour de la nouvelle année cambodgienne, et fut évacuée de force ; ses résidents devaient partir travailler dans des fermes rurales en tant que nouveaux citoyens, ou  « nouveau peuple » (« procheachun thmey »), ainsi désignés parce que considérés comme nouveaux arrivants par rapport à ceux qui habitaient déjà la campagne. La ville fut ainsi vidée de la quasi-totalité de ses deux millions d'habitants, et laissée à l'abandon pendant trois ans, huit mois et vingt jours.
L'école Tuol Sleng fut transformée par les forces de Pol Pot en prison et en centre de torture nommé « S-21 ». C'est désormais le musée Tuol Sleng qui, avec Choeung Ek, quinze kilomètres plus loin, est un mémorial à ceux qui périrent du fait de ce régime.

### Reconstruction

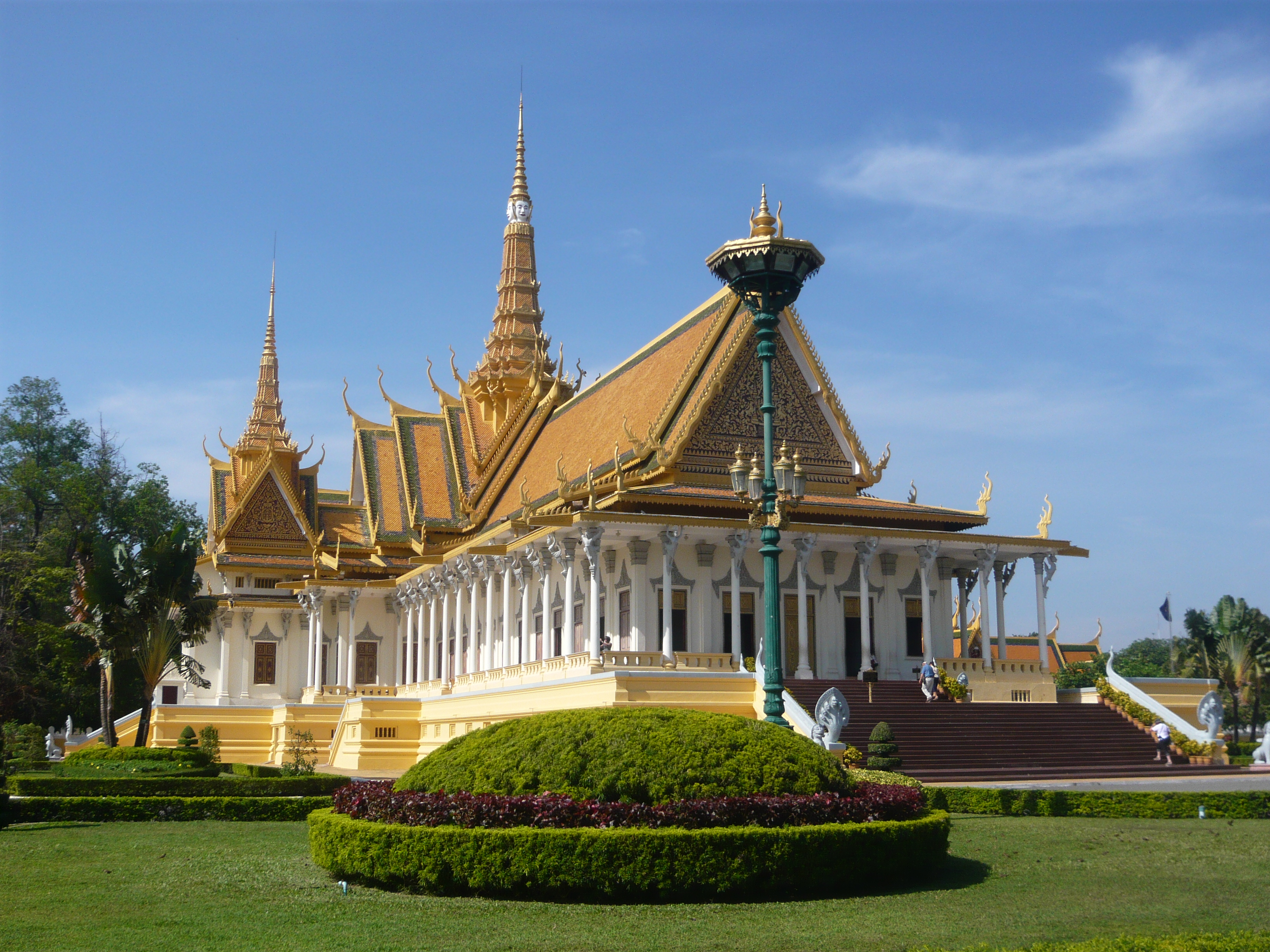
Le palais royal de Phnom Penh.

Les Khmers rouges furent chassés de Phnom Penh par les Vietnamiens le 7 janvier 1979 et les gens commencèrent à retourner dans la ville. Environ 80 % des habitants d'avant la guerre avaient péri à la suite des privations consécutives à leur déportation, aux exécutions et tortures sommaires pendant les années khmères rouges. Après presque quatre années d'abandon, les infrastructures de la ville étaient gravement endommagées. La reconstruction, d'abord timide, ne prit un rythme soutenu qu'à partir de 1991, après les accords de Paris, aidée par la stabilité du gouvernement, attirant des investissements étrangers et une aide de pays comme la France, l'Australie, la Corée, la Chine et le Japon et des organisations multilatérales, notamment pour le ravitaillement en eau potable, la reconstruction des routes et des autres infrastructures.

### Développement récent

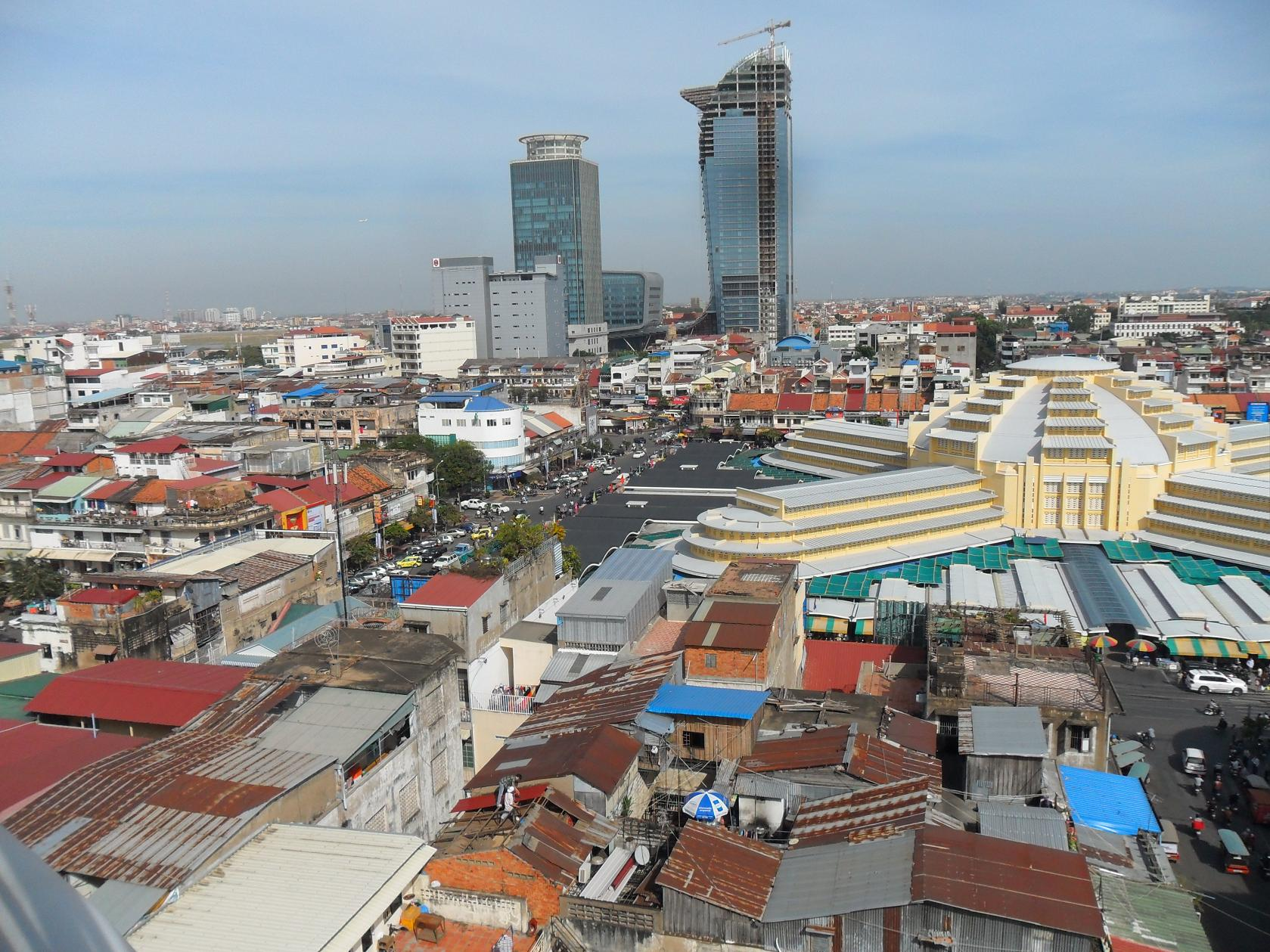
À droite, le marché central de Phnom Penh entièrement rénové et vue d'une partie de la ville en décembre 2012.

La ville connait depuis peu un développement anarchique, ne respectant aucun plan d'urbanisme. De nombreux bâtiments et édifices publics de l'époque coloniale tels que les brasseries et glacières de l'Indochine (BGI), le Commissariat Principal de Police, l'ancienne prison T-3, ont été vendus  et remplacés par des constructions récentes. La ville a ainsi beaucoup perdu du charme qui la caractérisait.
Les années 2005 à 2009 ont été une période d'euphorie et de spéculation immobilière. Depuis, de nombreux projets immobiliers ont vu le jour, notamment en asséchant le Boeung Kak. Des bâtiments de plus de 30 étages sont maintenant construits en centre-ville, bouleversant les perspectives des grands boulevards coloniaux.
Une île, précédemment en friche est devenue un quartier résidentiel et d'affaires ; elle est située en plein centre, au bord du Mékong et du Bassac, et constitue un nouvel arrondissement sous le nom de Koh Pich.
Les limites de la ville ont récemment été modifiées. Des lotissements (borey en khmer) se construisent en périphérie notamment au nord. Les promoteurs ont fait changer la frontière des provinces, ainsi la ville gagne de la superficie au détriment de la province de Kandal.

## Organisation administrative

### Subdivisions
Pour des raisons administratives, Phnom Penh est une municipalité ayant statut de province. Elle est subdivisée en quatorze districts (khan), 105 quartiers (sangkat) et 953 villages (phum).
| Subdivisions administratives de Phnom Penh | Subdivisions administratives de Phnom Penh | Subdivisions administratives de Phnom Penh | Subdivisions administratives de Phnom Penh | Subdivisions administratives de Phnom Penh | Subdivisions administratives de Phnom Penh | Subdivisions administratives de Phnom Penh | Subdivisions administratives de Phnom Penh |
| Code ISO                                   | District                                   | Khmer                                      | Quartiers                                  | Villages                                   | Population (2007)                          | Nb                                         | Carte                                      |
| ------------------------------------------ | ------------------------------------------ | ------------------------------------------ | ------------------------------------------ | ------------------------------------------ | ------------------------------------------ | ------------------------------------------ | ------------------------------------------ |
| 1201                                       | Chamkar Mon                                | ខណ្ឌចំការមន                                   | 5                                          | 40                                         | 70 772                                     | [ 6 ]                                      |                                            |
| 1202                                       | Doun Penh                                  | ខណ្ឌដូនពេញ                                    | 11                                         | 134                                        | 155 069                                    | [ 7 ]                                      |                                            |
| 1203                                       | Prampir Makara                             | ខណ្ឌប្រាំពីរមករា                                 | 8                                          | 66                                         | 71 092                                     | [ 8 ]                                      |                                            |
| 1204                                       | Tuol Kouk                                  | ខណ្ឌទួលគោក                                    | 10                                         | 143                                        | 145 570                                    | [ 9 ]                                      |                                            |
| 1205                                       | Dangkao                                    | ខណ្ឌដង្កោ                                     | 12                                         | 81                                         | 159 772                                    | [ 10 ]                                     |                                            |
| 1206                                       | Mean Chey                                  | ខណ្ឌមានជ័យ                                    | 7                                          | 59                                         | 248 464                                    | [ 11 ]                                     |                                            |
| 1207                                       | Russey Keo                                 | ខណ្ឌឫស្សីកែវ                                   | 7                                          | 30                                         | 274 861                                    | [ 12 ]                                     |                                            |
| 1208                                       | Sen Sok                                    | ខណ្ឌសែនសុខ                                    | 6                                          | 47                                         | 182 903                                    | [ 13 ]                                     |                                            |
| 1209                                       | Pou Senchey                                | ខណ្ឌពោធិ៍សែនជ័យ                                  | 7                                          | 75                                         | 226 971                                    |                                            |                                            |
| 1210                                       | Chroy Changvar                             | ខណ្ឌជ្រោយចង្វារ                                 | 5                                          | 22                                         | 159 233                                    |                                            |                                            |
| 1211                                       | Prek Pnov                                  | ខណ្ឌព្រែកព្នៅ                                   | 5                                          | 59                                         | 188 190                                    |                                            |                                            |
| 1212                                       | Chbar Ampov                                | ខណ្ឌច្បារអំពៅ                                   | 8                                          | 49                                         | 164 379                                    |                                            |                                            |
| 1213                                       | Boeng Keng Kang                            | ខណ្ឌបឹងកេងកង                                  | 7                                          | 55                                         | 66 658                                     |                                            |                                            |
| 1214                                       | Kamboul                                    | ខណ្ឌកំបូល                                     | 7                                          | 93                                         | 75 526                                     |                                            |                                            |

## Démographie
Depuis 1950, l'évolution démographique de Phnom Penh  a été :
| 1950    | 1960    | 1970    | 1975    | 1978   | 1980    |
| ------- | ------- | ------- | ------- | ------ | ------- |
| 334 000 | 398 000 | 457 000 | 370 000 | 32 000 | 189 000 |

| 1981    | 1985    | 1990    | 1995    | 1998      | 2000      |
| ------- | ------- | ------- | ------- | --------- | --------- |
| 329 000 | 351 000 | 634 000 | 925 000 | 1 000 000 | 1 284 000 |

| 2004      | 2005      | 2008      | 2010      | 2019      | - |
| --------- | --------- | --------- | --------- | --------- | - |
| 1 044 000 | 1 677 000 | 1 326 000 | 2 101 725 | 2 129 371 | - |

| Histogramme de l'évolution démographique de Phnom Penh |           |
| \| 1950 \| 334 000 \| \| 1960 \| 398 000 \| \| 1970 \| 457 000 \| \| 1975 \| 370 000 \| \| 1978 \| 32 000 \| \| 1980 \| 189 000 \| \| 1985 \| 351 000 \| \| 1990 \| 634 000 \| \| 1995 \| 925 000 \| \| 2000 \| 1 284 000 \| \| 2005 \| 1 677 000 \| \| 2010 \| 2 101 725 \| \| 2019 \| 2 129 371 \| |           |
| 1950 | 334 000   |
| 1960 | 398 000   |
| 1970 | 457 000   |
| 1975 | 370 000   |
| 1978 | 32 000    |
| 1980 | 189 000   |
| 1985 | 351 000   |
| 1990 | 634 000   |
| 1995 | 925 000   |
| 2000 | 1 284 000 |
| 2005 | 1 677 000 |
| 2010 | 2 101 725 |
| 2019 | 2 129 371 |

## Économie
Phnom Penh est la capitale économique du Cambodge et concentrait, en 2009, plus de 75 % des investissements étrangers dans le Royaume. En 2005, alors que le PIB par habitant était nationalement de 769 $ US, il atteignait 820 $ US à Phnom Penh.

### Marchés
- Marché central de Phnom Penh
- Psar Tuol Tom Pong (marché russe)
- Psar ORussey

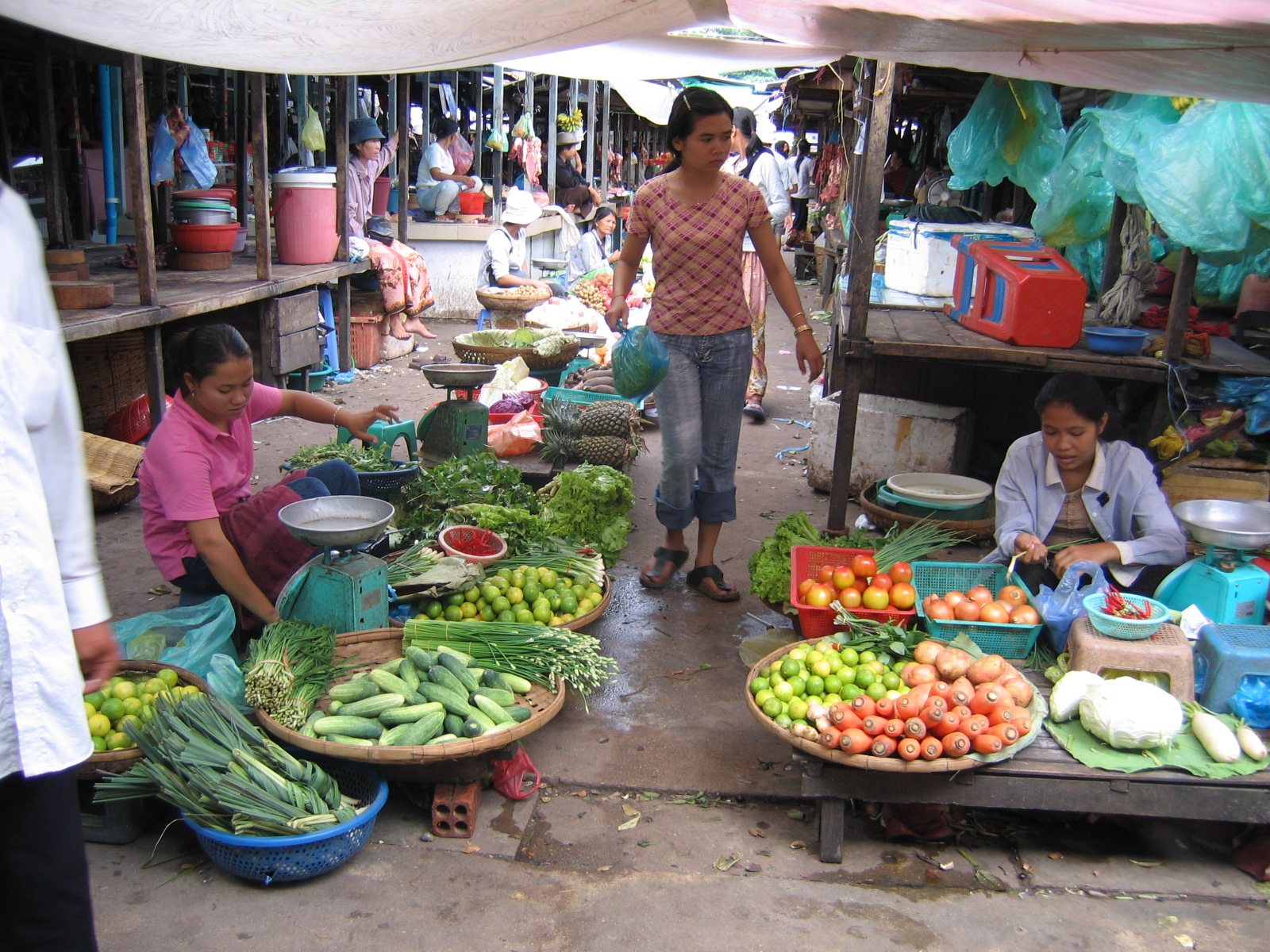
Le marché de Beung Keng Kang.

- Psar Sorya (centre commercial à côté du Psar Thmey)
- Psar Boeung Keng Kang
- Psar Kandal
- Psar Olympic
- Psar Dumkor
- Psar Depot
- Psar Kapkor
- Psar Chas
- Psar Boeung Tumpon
- Psar Chhbar Ampoeu
- Psar Samaky

Le mot psar (« marché ») est un apport du persan bazar.

## Enseignement

### Enseignement supérieur
La grande majorité des institutions d'enseignement supérieur du Cambodge se trouve à Phnom Penh.
- Université royale de Phnom Penh
- Université royale de droit et des sciences économiques
- Université royale des beaux-arts
- Université royale d'agriculture
- Université royale de management
- École royale d'administration
- Institut de technologie du Cambodge
- Université des sciences de la santé du Cambodge

### Enseignement primaire et secondaire

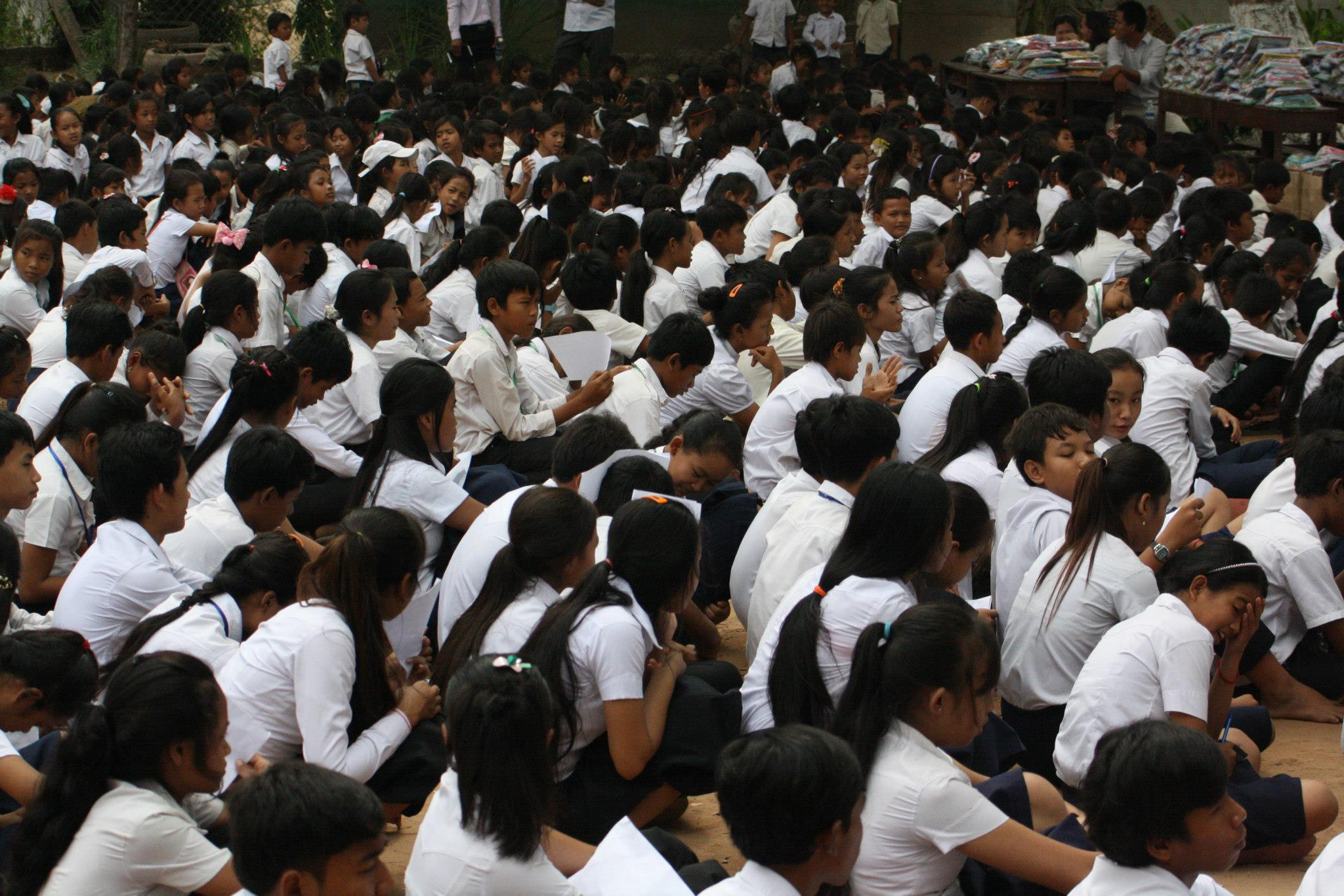
Écoliers au Cambodge.

Durant l'année scolaire 2007-2008, 236 306 élèves — dont 109 708 filles, soit 46,4 % — sont inscrits dans les 5 545 classes de Phnom Penh. Parmi les 232 écoles, il y a 114 écoles primaires et 42 écoles secondaires (collèges et lycées).
En 2007, 91,7 % des Phnompenhois — 88,7 % des femmes et 95,1 % des hommes — de plus de sept ans étaient lettrés. Chez les plus de quinze ans, ce taux monte à 92,7 %. La moyenne nationale des plus de quinze ans est de 75,1 %.
On retrouve quelques écoles prodiguant une éducation en langue française dont le lycée français René-Descartes de Phnom Penh.

## Transports

### Transport en commun

Le réseau de transport en commun à Phnom Penh en 2015.

Phnom Penh dispose en 2019 de neuf lignes d'autobus publics.
| Logo | Ligne | Terminus                                    | Date d'ouverture | Nombre d'arrêts | Longueur (km) | Fréquence (min) | Distance moyenne entre arrêts (m) |
| ---- | ----- | ------------------------------------------- | ---------------- | --------------- | ------------- | --------------- | --------------------------------- |
|      | 01    | Prek Pnov ←→ Boeung Chhouk                  | 2014             | 66              | 18.5          | 10-25           | 560                               |
|      | 02    | Kuoch Kanong ←→ Takhmao                     | 2014             | 74              | 18.2          | 10-30           | 490                               |
|      | 03    | Kilomètre 9 ←→ Borey Santepheap 2           | 2014             | 74              | 21.9          | 10-30           | 590                               |
|      | 4A    | Russey Keo Garden ←→ Borey Santepheap 2     | 2017             | 70              | 19.6          | 15-35           | 560                               |
|      | 4B    | Russey Keo Garden ←→ Kombol                 | 2017             | 86              | 22.9          | 15-35           | 535                               |
|      | 05    | Prek Pnov ←→ Aeon Mall 1                    | 2017             | 44              | 11.1          | 30-60           | 505                               |
|      | 06    | Kuoch Kanong ←→ Prek Pnov                   | 2017             | 58              | 16.0          | 15-45           | 550                               |
|      | 07    | Kilomètre 9 ←→ Boeung Chhouk                | 2017             | 68              | 16.9          | 15-50           | 500                               |
|      | 08    | Century Market ←→ Kuoch Kanong              | 2017             | 53              | 19.8          | 15-50           | 760                               |
|      | 09    | Borey Santepheap 2 ←→ Special Economic Zone | 2018             | 56              | 18.6          | 15-50           | 665                               |

### Transport aérien

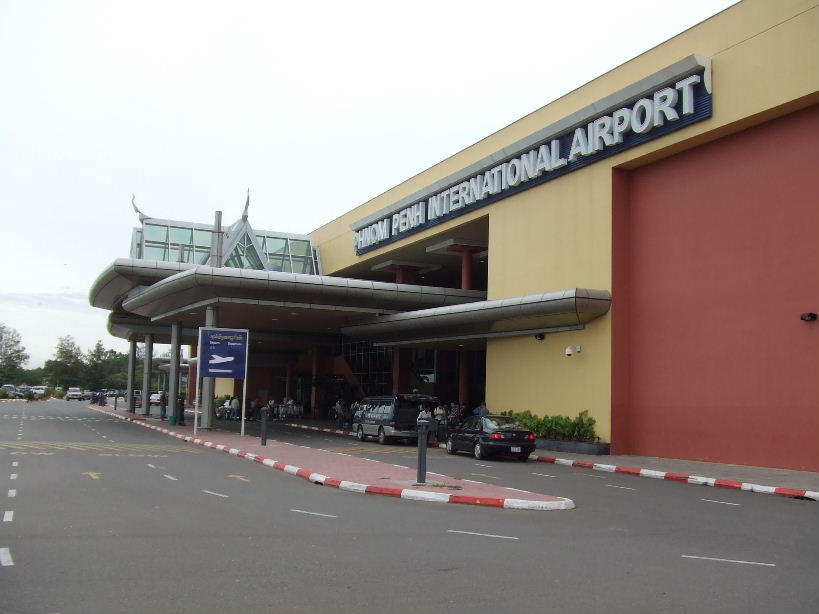
L'entrée de l'aéroport de Pochentong.

L'aéroport de Pochentong, le plus grand du pays, est situé à sept kilomètres à l'ouest du centre-ville. Une quinzaine de villes, toutes asiatiques, sont desservies. Siem Reap est la seule destination intérieure. L'aéroport de Sihanoukville devrait être desservi via Siem Reap à partir de 2011.

### Transport ferroviaire
La ville dispose d’une gare desservie jusqu'en 2009 par les chemins de fer royaux, la gare de Phnom Penh de style Art déco. Jusqu'en octobre 2015, elle ne recevait que des trains de fret. En mai 2016, un service voyageurs vers Sihanoukville est ouvert. En juillet 2018 une seconde ligne est ouverte vers Battambang et Poitet. Elle devrait être prolongée vers la Thaïlande.

### Réseau routier

#### Routes locales
Parmi les artères importantes de la ville, on retrouve entre autres le boulevard Monivong, le boulevard de la fédération de Russie, le boulevard Norodom, le boulevard Charles de Gaulle, le boulevard Sihanouk et le boulevard Mao Tsé-Toung.

#### Routes nationales
Les grandes routes nationales du Cambodge convergent toutes vers la province de Phnom Penh.
|                   | Longueur (km) | Destination   | Remarque                |
| ----------------- | ------------- | ------------- | ----------------------- |
| Route nationale 1 | 167           | Viêt Nam      | vers Hô Chi Minh-Ville  |
| Route nationale 2 | 121           | Viêt Nam      | vers le delta du Mékong |
| Route nationale 3 | 202           | Sihanoukville | via Kampot              |
| Route nationale 4 | 214           | Sihanoukville | par l'ouest             |
| Route nationale 5 | 407           | Thaïlande     | via Battambang          |
| Route nationale 6 | 416           | Thaïlande     | via Siem Reap           |
| Route nationale 7 | 461           | Laos          | via Kratie              |

## Culture

### Musées
- Musée national du Cambodge
- Musée du génocide Tuol Sleng (S-21)
- Bibliothèque nationale du Cambodge

### Palais
- Palais royal de Phnom Penh

### Jumelages
La ville de Phnom Penh est jumelée avec :
- Hanoï (Vietnam) depuis mars 2004
- Hô Chi Minh-Ville (Vietnam) depuis octobre 2004
- Cần Thơ (Vietnam) depuis décembre 2006
- Lâm Đồng (Vietnam) depuis mai 2008
- Vientiane (Laos) depuis octobre 2006
- Pusan (Corée du Sud) depuis juin 2009
- Incheon (Corée du Sud) depuis mars 2009
- Tianjin (Chine) depuis novembre 2008
- Shanghai (Chine) depuis octobre 2005
- Kunming (Chine) depuis décembre 2007
- Providence (Rhode Island) (États-Unis)
- Iloílo (Philippines)[23]

La ville est également membre de l'Association internationale des maires francophones.

## Santé
- Hôpital Calmette (en)
- Hôpital Pasteur
- Hôpital de l'amitié khmère-soviétique (en)

## Sport
Les deux principaux championnats sportifs du Cambodge, en football et volley-ball, se déroulent intégralement au Stade olympique de Phnom Penh.
Les sports les plus populaires sont, comme dans le reste du Cambodge, le football, le volley-ball, la boxe khmère et le dacau.
De nombreux Phnompenhois se regroupent également tôt le matin ou en début de soirée dans l'un des deux stades de la capitale ou sur les esplanades pour des séances d'aérobic.
L'événement le plus important qu'ait accueilli Phnom Penh est les jeux des Nouvelles Forces émergentes en 1966. La ville devait également organiser les Jeux d'Asie du Sud-Est en 1963, mais la compétition a été annulée en raison de problèmes politiques.

### Stades
Phnom Penh est doté de trois stades :
- Le stade olympique, d'une capacité de 50 000 places a été construit pour accueillir les jeux d'Asie du Sud-Est de 1963. En plus de son terrain principal, il possède une salle omnisports, une piscine et des courts de tennis ;
- Le stade Lambert, également appelé « Vieux stade » ou « Old Stadium » est situé au nord de la ville.
- Le Stade National Morodok Techo, stade de football et d'athlétisme ouvert en 2021 pour accueillir les jeux d'Asie du Sud-est 2023.

## Cultes

### Bouddhisme
Il existe plusieurs pagodes bouddhistes (wat) à Phnom Penh :
- Pagode d'argent ;
- Wat Botum ;
- Wat Phnom ;
- Wat Ounalom, et sa tour angkorienne, le plus ancien édifice subsistant de Phnom Penh ;
- Wat Lanka ;
- Wat Toul Thom Pong ;
- Wat Koh ;
- Wat Neuk Kawann ;
- Wat Saravan ;
- Wat Sampov Meas ;
- Wat Moha Montrey ;
- Wat San Somsokol ;
- Wat Svay Poper ;
- Wat Than.

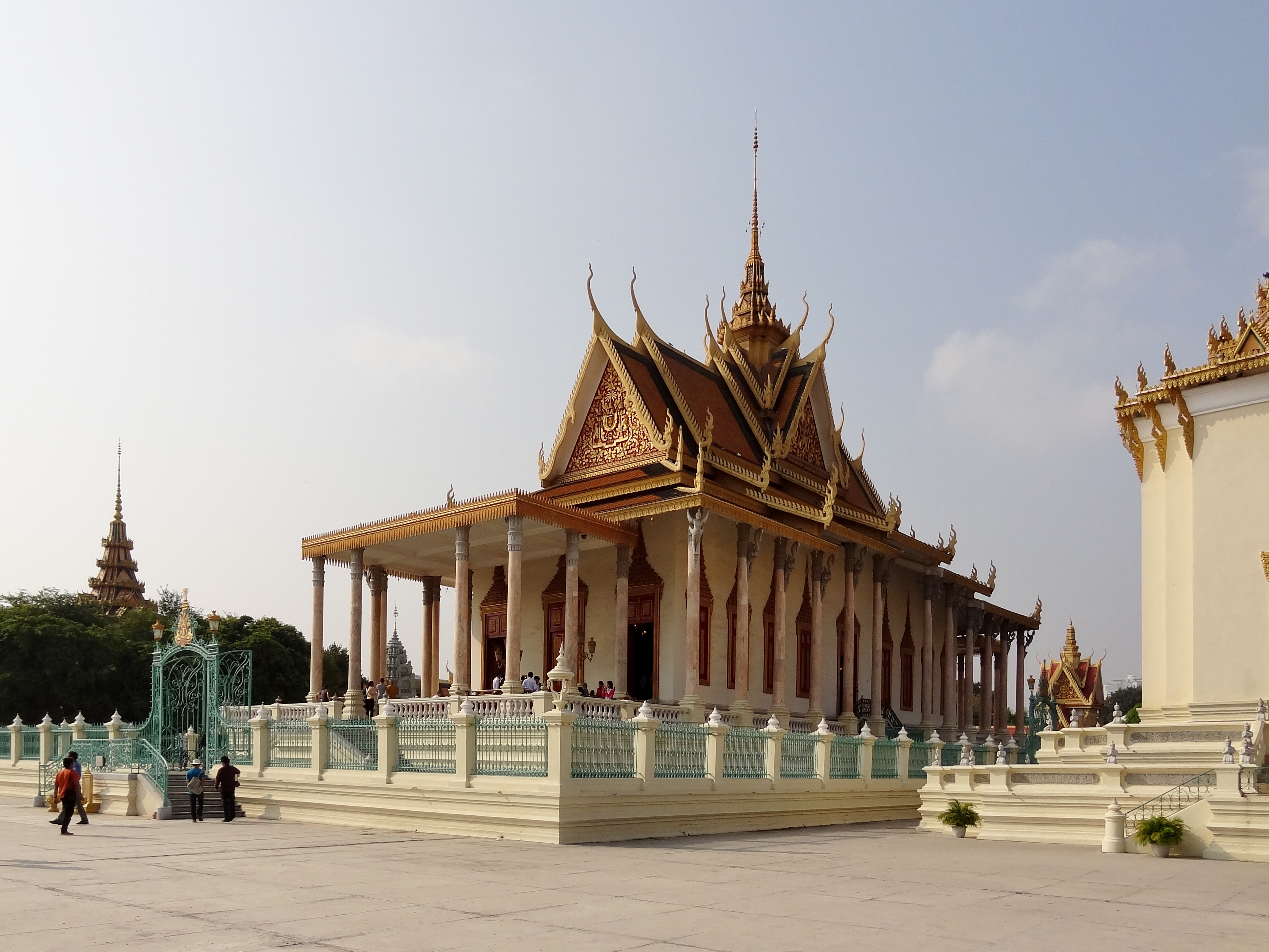
La Pagode d'argent.
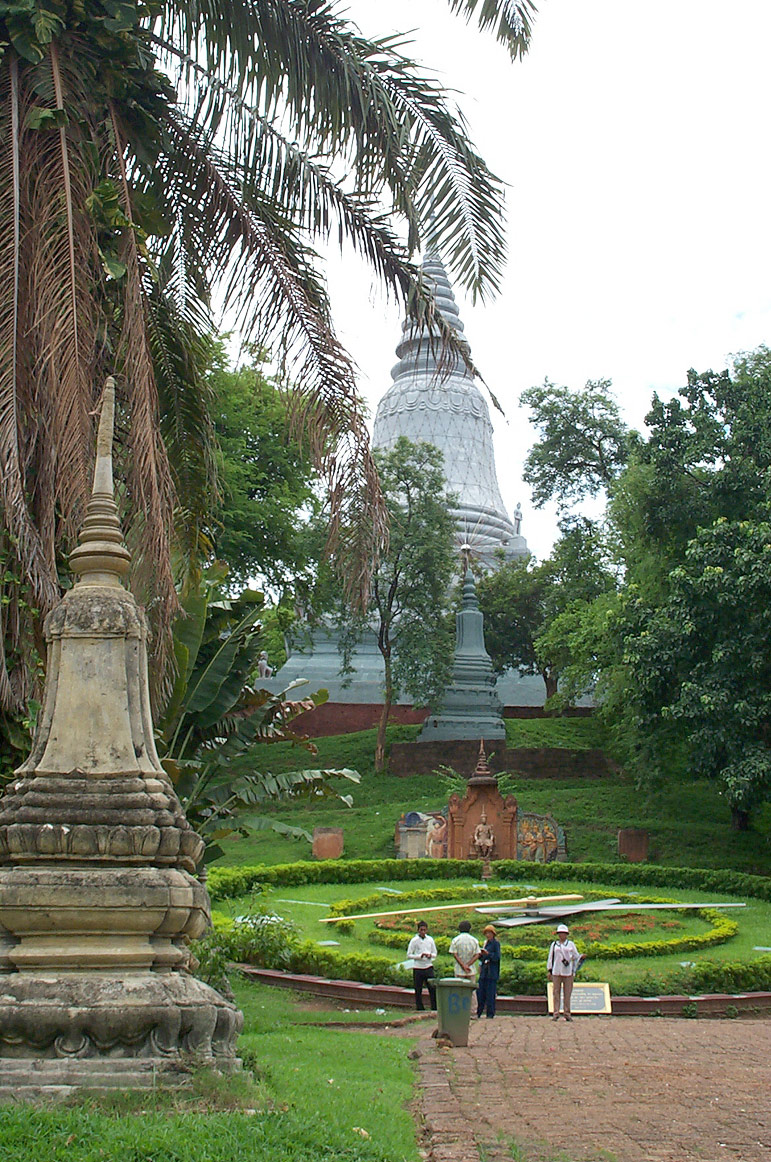
Le Wat Phnom.
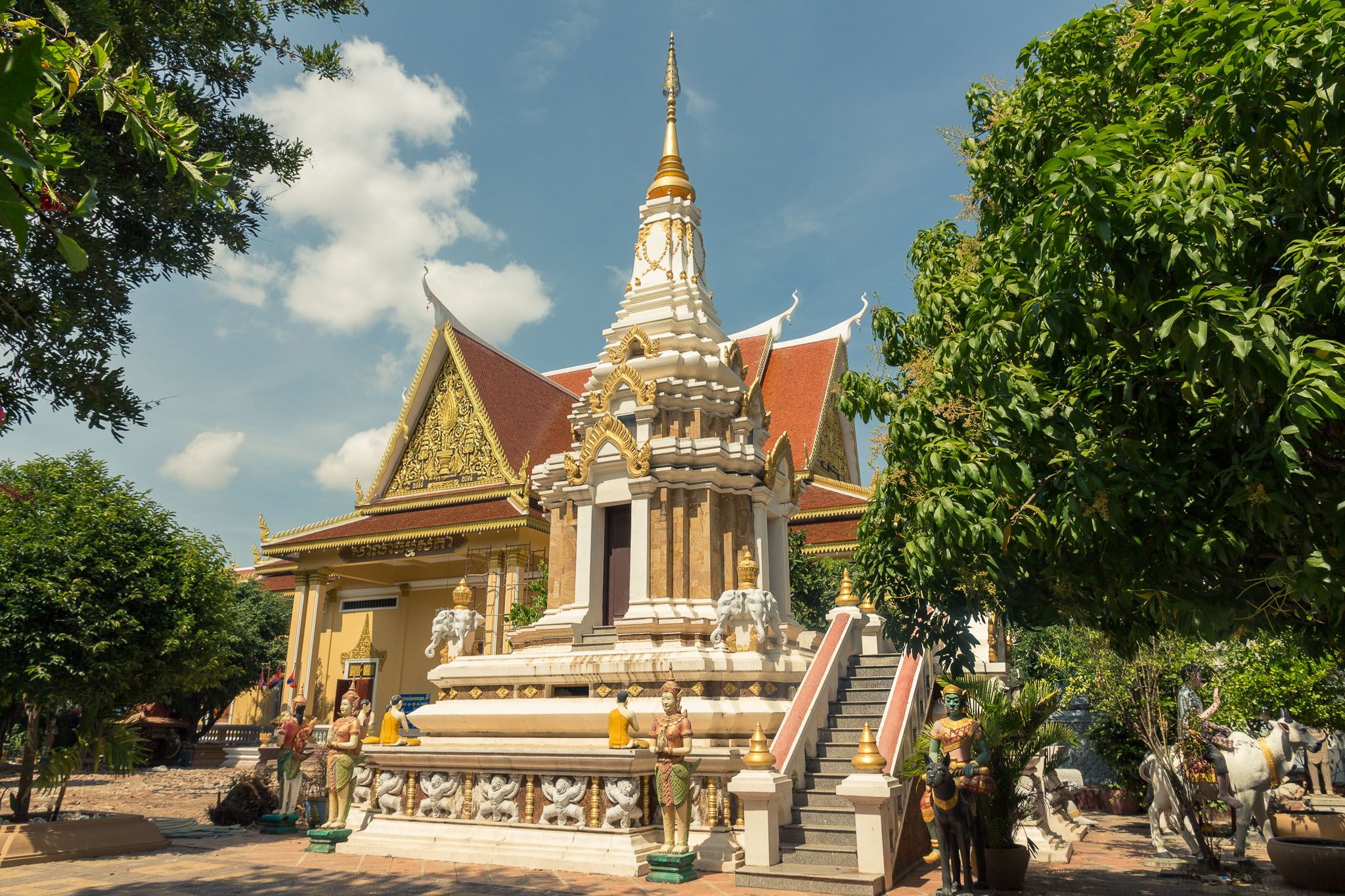
Le Wat Botum.
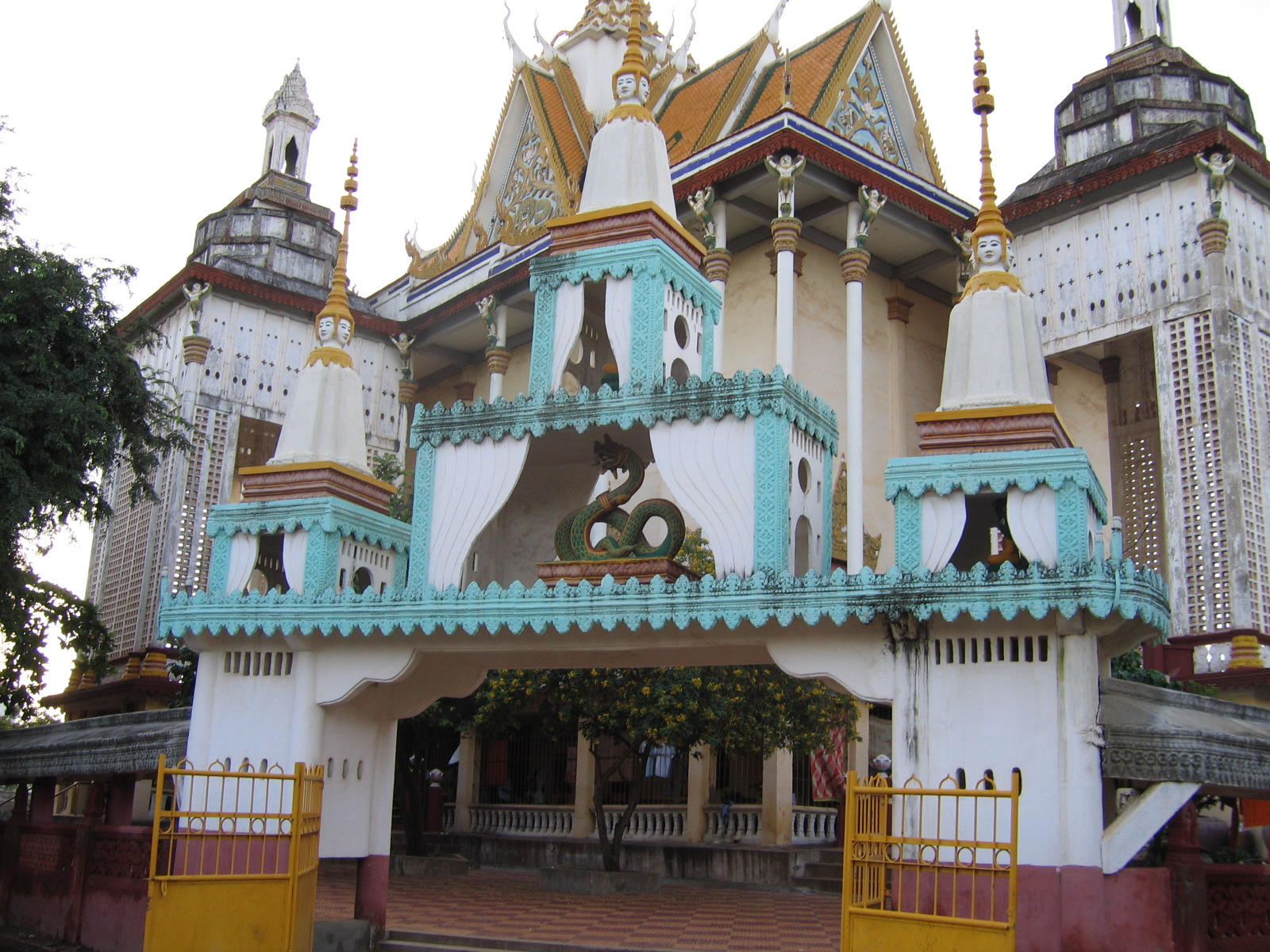
Le Wat Moha Montrey.
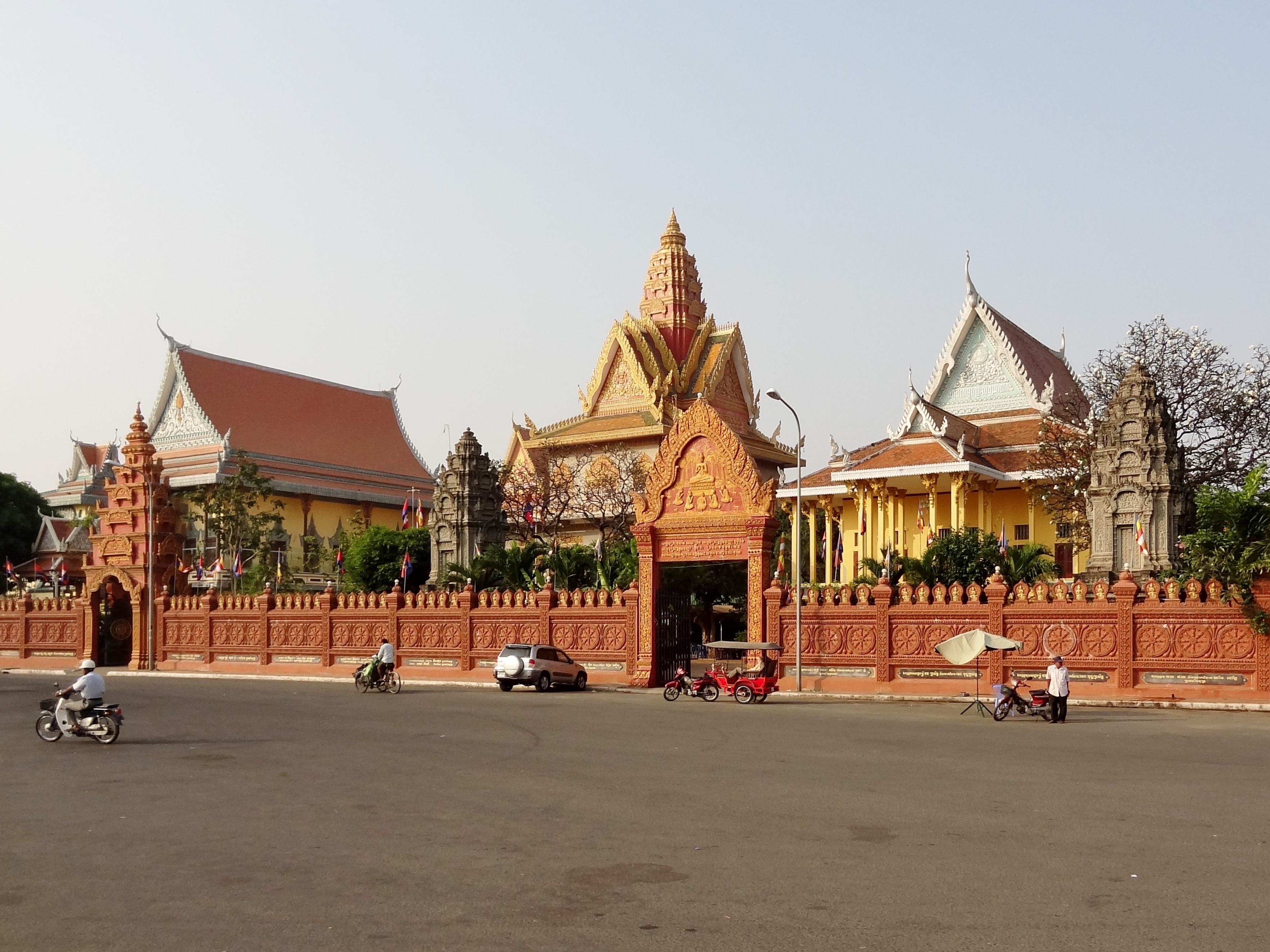
Le Wat Ounalom.

### Islam
- Mosquée Al-Serkal
- Mosquée Nur ul-Ihsan
- Mosquée An-Nur an-Na'im
- Mosquée KM9
- Mosquée Darussalam

### Catholicisme
- Vicariat apostolique de Phnom-Penh
- Église Saint-Joseph de Phnom Penh
- Cathédrale de Phnom Penh (détruite)